# Мухачи (Богородский район)
Мухачи — деревня в Богородском районе Кировской области

## География
Находится на расстоянии примерно 5 километров по прямой на северо-запад от районного центра поселка Богородское.

## История
Деревня известна как починок с 1717 года, когда в ней было учтено 7 дворов и 33 жителя. В 1771 году было 166 жителей.  В 1873 году отмечено дворов 39 и жителей 273, в 1905 49 и 378, в 1926 66 и 351, в 1950 52 и 168 соответственно. В 1989 году учтено 16 жителей.

## Население
Постоянное население  составляло 39 человек (русские 97%) в 2002 году, 29 в 2010.